# Couvent royal de Saint-Maximin-la-Sainte-Baume
Le couvent royal de Saint-Maximin-la-Sainte-Baume anciennement dénommé couvent des Dominicains est un édifice composé de plusieurs bâtiments se trouvant dans le quartier historique de Saint-Maximin-la-Sainte-Baume.

## Histoire du Couvent Royal
Le couvent royal de Saint-Maximin-la-Sainte-Baume n'est pas le premier lieu de prière établi dans la commune. Un premier couvent est fondé au Ve siècle par des moines cassianites, venus de Marseille. Le couvent est rapidement repris par les Bénédictins. À l'invention des reliques de sainte Marie Madeleine, vers 1295, il est décidé de la construction d'une basilique, pour les abriter, et d'un nouveau couvent, à la demande de Charles II d'Anjou. Ce dernier est administré par les Dominicains, jusqu'en 1959 (hormis la période révolutionnaire, où le bâtiment devient une prison). La basilique Sainte-Marie-Madeleine de Saint-Maximin-la-Sainte-Baume, important édifice religieux de style gothique bâti en Provence, est achevée en 1532. 
Espace culturel, hôtelier (de 67 chambres) et touristique depuis 1959, il est classé au titre des monuments historiques depuis le 3 juillet 1969. En plus de l'hôtel, il abrite également l'office de tourisme de la commune.

## Architecture de l'édifice
Le couvent royal de Saint-Maximin-la-Sainte-Baume est édifié selon un plan classique des couvents, avec quatre bâtiments, reliés entre eux, entourant un cloître de forme carré.

## Relique
Marie Madeleine a fini ses jours à la Sainte-Baume. Aujourd'hui, la basilique portant son nom, qui se trouve à côté du cloître, abrite une relique : son crâne (ou son chef). Le lieu est une étape de pèlerinage.

## En savoir plus